# Рудченко, Анна Васильевна
Анна Васильевна Рудченко — советский хозяйственный, государственный и политический деятель.

## Биография
Родилась в селе Удит Петровского уезда в 1893 году. Член ВКП(б).
С 1930 года — на хозяйственной, общественной и политической работе. В 1915—1962 гг. — фельдшер госпиталя Московского земского союза, заведующая детской больницей в г. Покровске Саратовской губернии, участница Гражданской войны, санитарный врач Саратовского губздравотдела, ассистент, профессор кафедры гигиены труда, декан санитарно-гигиенического факультета Саратовского университета, заведующая кафедрой гигиены труда и кафедрой общей гигиены Куйбышевского медицинского института, заведующая кафедрой общей гигиены, директор Курского медицинского института, декан лечебного факультета, заместитель директора по научно-учебной работе Курского медицинского института.
Член Ученого совета Минздрава РСФСР, председатель ревизионной комиссии Всесоюзного общества гигиенистов и Курского областного Комитета защиты мира.
Избиралась депутатом Верховного Совета РСФСР 3-го и 4-го созывов.
Умерла в 1970 году.